# 簡單的婚禮
《簡單的婚禮》（英語：The Big Day），是一部於2018年上映的愛情喜劇電影。由安心亞、陳泂江領銜主演，新加坡於2018年6月21日上映，馬來西亞於2018年7月12日上映，台灣則於2018年7月13日上映。

## 演員列表

### 主要演員
| 演員姓名 | 角色名稱 | 介紹 |
| 安心亞   | 安紓語   |      |
| 陳泂江   | 許諾言   |      |

### 其他演員
| 演員姓名 | 角色名稱 | 介紹         |
| 黃仲崑   |          | 安紓語的父亲 |
| 劉玲玲   |          | 许诺言的母亲 |
| 劉謙益   |          | 许诺言的父亲 |
| 顏慧萍   | JOJO     | 安紓語的伴娘 |

## 電影歌曲
| 曲序 | 曲目         | 演唱       |
| ---- | ------------ | ---------- |
| 1.   | 花（主題曲） | Hello Nico |

## 外部連結
- 簡單的婚禮的Facebook專頁